# 小行星1216
小行星1216（1216 Askania）是一颗围绕太阳公转的小行星。1932年1月29日，卡爾·威廉·萊茵姆特在海德堡发现了此天体。
該小行星以德國光學及精密儀器製造商「Askania-Werke」命名。
这颗小行星的绝对星等为144.5360495758149等。